# Nationale Straßen-Radsportmeister 2004
| Nation                 | Straßenrennen – Männer | Einzelzeitfahren – Männer | Straßenrennen – Frauen        | Einzelzeitfahren – Frauen  |
| ---------------------- | ---------------------- | ------------------------- | ----------------------------- | -------------------------- |
| Argentinien            | Ángel Darío Colla      | Guillermo Brunetta        | Jésica Compiano               | Jésica Compiano            |
| Australien             | Matthew Wilson         | Nathan O’Neill            | Oenone Wood                   | Oenone Wood                |
| Belgien                | Tom Steels             | Bert Roesems              | Natacha Maes                  | Natacha Maes               |
| Bolivien               | Genaro Agosto          | nicht ausgetragen         | nicht ausgetragen             | nicht ausgetragen          |
| Brasilien              | Renato Ruiz            | Luis Tavares              | nicht ausgetragen             | nicht ausgetragen          |
| Bulgarien              | Plamen Stojanow        | Iwajlo Gabrowski          | nicht ausgetragen             | nicht ausgetragen          |
| Burkina Faso           | Abdoul Wahab Sawadogo  | Jean Tondé                | nicht ausgetragen             | nicht ausgetragen          |
| Chile                  | Jaime Bretti           | Juan Fierro               | nicht ausgetragen             | nicht ausgetragen          |
| Costa Rica             | Carlos Salazar         | José Adrián Bonilla       | nicht ausgetragen             | nicht ausgetragen          |
| Dänemark               | Michael Blaudzun       | Michael Sandstød          | Pernille Langelund Jakobsen   | Mette Andersen             |
| Deutschland            | Andreas Klöden         | Michael Rich              | Petra Rossner                 | Judith Arndt               |
| Estland                | Erki Pütsep            | Jaan Kirsipuu             | nicht ausgetragen             | Grete Treier               |
| Finnland               | Kjell Carlström        | Jukka Vastaranta          | nicht ausgetragen             | nicht ausgetragen          |
| Frankreich             | Thomas Voeckler        | Eddy Seigneur             | Jeannie Longo-Ciprelli        | Edwige Pitel               |
| Griechenland           | Vasilis Anastopoulos   | Elpidoforos Potouridis    | Anastasia Pastourmatzi        | Anastasia Pastourmatzi     |
| Großbritannien         | Roger Hammond          | Michael Hutchinson        | Nicole Cooke                  | nicht ausgetragen          |
| Guatemala              | Nery Velásquez         | nicht ausgetragen         | nicht ausgetragen             | nicht ausgetragen          |
| Hongkong               | David John Tonks       | nicht ausgetragen         | nicht ausgetragen             | nicht ausgetragen          |
| Irland                 | David O’Loughlin       | David McCann              | Julie O’Hagan                 | nicht ausgetragen          |
| Israel                 | Dor Dviri              | nicht ausgetragen         | nicht ausgetragen             | nicht ausgetragen          |
| Italien                | Cristian Moreni        | Dario Cioni               | Fabiana Luperini              | Giovanna Troldi            |
| Japan                  | Yasutaka Tashiro       | Makoto Iijima             | Miho Oki                      | Miyoko Karami              |
| Kamerun                | Martinien Tega         | nicht ausgetragen         | nicht ausgetragen             | nicht ausgetragen          |
| Kanada                 | Gordon Fraser          | Svein Tuft                | Lyne Bessette                 | Sue Palmer-Komar           |
| Kasachstan             | Andrei Misurow         | Pawel Newdach             | nicht ausgetragen             | nicht ausgetragen          |
| Katar                  | Tareq Esmaeili         | nicht ausgetragen         | nicht ausgetragen             | nicht ausgetragen          |
| Kirgisistan            | Eugen Wacker           | Eugen Wacker              | nicht ausgetragen             | nicht ausgetragen          |
| Kolumbien              | Israel Ochoa           | Israel Ochoa              | nicht ausgetragen             | nicht ausgetragen          |
| Kroatien               | Tomislav Dančulović    | Matija Kvasina            | nicht ausgetragen             | nicht ausgetragen          |
| Lettland               | Oļegs Meļehs           | Oļegs Meļehs              | nicht ausgetragen             | nicht ausgetragen          |
| Litauen                | Tomas Vaitkus          | Tomas Vaitkus             | Diana Žiliūtė                 | Diana Žiliūtė              |
| Luxemburg              | Kim Kirchen            | Benoît Joachim            | Isabelle Hoffman              | nicht ausgetragen          |
| Malta                  |                        | Jack Schiavone            |                               |                            |
| Marokko                | nicht ausgetragen      | Abdelati Saadoune         | nicht ausgetragen             | nicht ausgetragen          |
| Namibia                | Erik Hoffmann          | Erik Hoffmann             | nicht ausgetragen             | nicht ausgetragen          |
| Neuseeland             | Heath Blackgrove       | Heath Blackgrove          | Catherine Sell                | nicht ausgetragen          |
| Niederlande            | Erik Dekker            | Thomas Dekker             | Leontien Zijlaard-van Moorsel | Mirjam Melchers-van Poppel |
| Norwegen               | Thor Hushovd           | Thor Hushovd              | Anita Valen de Vries          | Anita Valen de Vries       |
| Österreich             | Harald Morscher        | Georg Totschnig           | Christiane Soeder             | Christiane Soeder          |
| Polen                  | Marek Wesoły           | Sławomir Kohut            | Bogumiła Matusiak             | Małgorzata Wysocka         |
| Portugal               | Bruno Castanheira      | Sérgio Paulinho           | Isabel Caetano                | Isabel Caetano             |
| Russland               | Alexander Kolobnew     | Alexander Bespalow        | nicht ausgetragen             | nicht ausgetragen          |
| Schweden               | Petter Renäng          | Thomas Lövkvist           | Susanne Ljungskog             | Susanne Ljungskog          |
| Schweiz                | Grégory Rast           | Fabian Cancellara         | Sereina Trachsel              | Karin Thürig               |
| Serbien und Montenegro | Nebojša Jovanović      | Mikoš Rnjaković           | Zorica Milićević-Antić        | Svetlana Brkić             |
| Simbabwe               | Conway Mohamed         | Kevin Wood                | Belinda Soper                 | nicht ausgetragen          |
| Slowakei               | Martin Riška           | Matej Jurčo               | nicht ausgetragen             | nicht ausgetragen          |
| Slowenien              | Uroš Murn              | Dean Podgornik            | nicht ausgetragen             | Nina Homovec               |
| Spanien                | Francisco Mancebo      | José Iván Gutiérrez       | Anna Ramírez                  | María Teodora Ruano        |
| Südafrika              | Ryan Cox               | David George              | Anriette Schoeman             | Anke Erlank                |
| Tschechien             | Ondřej Sosenka         | Michal Hrazdíra           | Martina Růžičková             | Julie Pekárková            |
| Tunesien               | Ayman Ben Hassine      | nicht ausgetragen         | nicht ausgetragen             | nicht ausgetragen          |
| Ukraine                | Oleg Ruban             | Jurij Kriwzow             | nicht ausgetragen             | nicht ausgetragen          |
| Ungarn                 | Aurél Víg              | László Bodrogi            | Veronika Jáger                | Erika Csomor               |
| Usbekistan             | Rafael Nuritdinov      | Sergey Lagutin            | nicht ausgetragen             | nicht ausgetragen          |
| Venezuela              | José Chacón            | José Chacón               | nicht ausgetragen             | nicht ausgetragen          |
| Vereinigte Staaten     | Fred Rodriguez         | David Zabriskie           | Kristin Armstrong             | Christine Thorburn         |
| Belarus                | nicht ausgetragen      | nicht ausgetragen         | Wolha Hajewa                  | Marja Halan                |